# فرودگاه اگگیک
فرودگاه اگگیک (به انگلیسی: Egegik Airport) یک فرودگاه همگانی با کد یاتا EGX است که یک باند فرود شن دارد و طول باند آن ۱۷۰۷ متر است. این فرودگاه در شهر اگگیک، آلاسکا کشور ایالات متحده آمریکا قرار دارد و در ارتفاع ۲۸ متری از سطح دریا واقع شده است.